# تشال طلا (زلاغي الغربي)
تشال طلا (بالفارسية: چال طلا) هي قرية تقع في إيران في قسم زلاغي الغربي الریفي. يقدر عدد سكانها بـ 62 نسمة بحسب إحصاء 2016.